# Miguel Manríquez Durán
Miguel Manríquez Durán (Guaymas, Sonora, 7 de septiembre de 1957) es un escritor y poeta mexicano. También se dedica a la investigación académica en el ámbito literario
Ha sido acreedor del primer premio en el concurso del libro sonorense en dos ocasiones.

## Biografía
Hijo de Miguel Manríquez Souflee y Magdalena Lydia Durán; Miguel Manríquez Durán siendo el mayor de cuatro hermanos, nació en el seno de una familia de comerciantes en el puerto de Guaymas, Sonora, el 7 de septiembre de 1957.[cita requerida]
Inició sus estudios en la Escuela Primaria "Luis G. Dávila"(1964-1970) en su ciudad natal y es gracias a un diccionario que le regaló su abuela el día de su graduación, que Miguel con tan solo 10 años, comenzó su aventura con las letras.[cita requerida]
Posteriormente continuó sus estudios de secundaria en la Escuela "José Ma. Morelos" (1970-1973) y para 1973 ingresó en la Escuela Preparatoria "Felipe de Jesús Robles T." en Empalme, Sonora.[cita requerida]

## Estudios y trayectoria
Al finalizar la escuela preparatoria en la ciudad de Empalme; Manríquez Durán se trasladó a la ciudad de Hermosillo para licenciarse en Literaturas Hispánicas de la Universidad de Sonora, donde presentó como trabajo de tesis El proceso formal de la narrativa sonorense y su descripción bibliográfica, 1930-1980.[cita requerida]
En 1989, ingresó a la maestría en Ciencias Sociales en El Colegio de Sonora y años más tarde, al doctorado en Letras en la Universidad de Guadalajara; grado que alcanzó con la tesis “La contemplación activa del mundo en Incurable de David Huerta” en junio del 2005.
Luego de concluir sus estudios exitosamente, en 1984 ingresó a El Colegio de Sonora como profesor-investigador del Programa de Estudios Regionales y pronto se convirtió en profesor e investigador de la Línea de Estudios Humanísticos de El Colegio de Sonora, así como director de la Maestría en Ciencias Sociales de la misma institución.
A su vez, fungió como Secretario General del mismo; miembro de la Junta de Profesores de la Maestría en Ciencias Sociales del Colegio de Sonora; coordinador de la Comisión de Ingreso y Promoción y Presidente del Comité Editorial.[cita requerida]
Para 1985 obtuvo el primer lugar en el Primer Concurso de Poesía Sonorense. Posteriormente, formó parte del Consejo Tutorial de la Maestría en Educación de la Universidad Pedagógica Nacional e impartió clases en la Maestría en Ciencias de la Ingeniería Industrial del Instituto Tecnológico de Hermosillo y en el posgrado de ITESM, así como en el ITESO. 
Participó en el Comité de Evaluación de Proyectos en el Sistema de Investigación del Mar de Cortes-CONACYT; Consejo Nacional para la Cultura y las Artes (CNCA) y el Fondo Estatal para la Cultura y las Artes de Sonora (FECAS).[cita requerida]vv 
También fue Coordinador de Humanidades y Coordinador del programa de la Maestría en Ciencias Sociales de El Colegio de Sonora.

## Docencia e investigación
Ha impartido clases en las áreas de Literatura, Ciencias Sociales y Seminarios de Metodología en diversas instituciones de educación superior y de posgrado. Entre sus actividades de divulgación, ha participado en coloquios, simposios y en festivales culturales. A su vez ha participado como jurado de concursos nacionales y evaluador de proyectos culturales.
Fue productor de programas culturales en Radio Sonora.[cita requerida]v 
A nivel regional ha publicado artículos en periódicos como El Imparcial.
También fue miembro del Seminario Editorial de la Revista Fronteras (CNCA) e integrante del Comité Técnico del Fondo Estatal para la Cultura y las Artes de Sonora. Así como miembro del Seminario Nacional de Literatura Contemporánea.[cita requerida]

## Obras y publicaciones
Entre sus libros se encuentran:
- La Narrativa Sonorense 1930 -1980 en la Historia General de Sonora (Gob. del estado, Hermosillo, 1984).
- Inventario de Voces. Antología de la Literatura Sonorense Coautor (ISC, 1992).
- Rosita contra los Dinosaurios (Unison, 1980);
- en el exilio (SEP-CREA, México, 1985) ]
- Tetabiate en el exilio Poesía. Edición especial de la Revista LA CACHORA. La Paz, B. C., 1989.
- Mientras llega la claridad (INBA, UNAM, México, 1990);
- Cultura Regional y apertura económica (COLSON, Sonora, 1994).
- El aroma de la Tribu (Universidad Autónoma Metropolitana en la colección Mantícora, 1996).
- Meridiana. Notas para la cultura regional (UNISON,  Sonora, 1999).
- Abigael Bohórquez. Pasión, cicatriz y relámpago (El Independiente, Hermosillo, 1999);
- Poesía y Contemplación. Una lectura para Incurable. Ensayo (ISC, 2009);
- Zarabanda (ISC, 2010)] (enlace roto disponible en Internet Archive; véase el historial, la primera versión y la última)..

Cuentos y poesía en revistas
- Hermosillo: Metáfora; Plaxio; Seisymedio; Decir; La vida loca; Sonora Desconocida; Hayaza.
- Ciudad Obregón: Jiahui.
- Nogales: Concept, Nahual.
- Tijuana: Esquina Baja.
- México: Tierra Adentro; Punto de Partida; Plural (165).
- Mexicali: Trazadura. Varias fechas.
- Guadalajara: El Zahir

Publicación de artículos en Libros, Periódicos y revistas:
Desde la frontera norte; Hayaza; Excelsior; El Nacional; Información; El Sonorense; decir (suplemento Cultural de El sonorense); Novedades; El Independiente; Voces del desierto (suplemento cultural del independiente); Esquina baja; Revista de El Colegio de Sonora; La Vida Loca; Frontera Norte; El Imparcial; Contraseña, Opinión; Revista ASI; La onda; De acá; Talleres; Nexos; Fronteras; La Jornada. Varias fechas.

## Reconocimientos
- En 1985 obtuvo el primer lugar en el Primer Concurso de Poesía Sonorense.[7]
- En 2008 ganó el Concurso del Libro Sonorense, en el género de ensayo por el trabajo poesía y contemplación.[8]
- En 2009 volvió a ser acreedor al primer lugar en el Concurso del Libro Sonorense, esta vez en el género de poesía, por Zarambada.[7]